# أوين وليامز (لاعب اتحاد الرغبي)
أوين وليامز (بالإنجليزية: Owen Williams)‏ هو لاعب اتحاد الرغبي بريطاني، ولد في 2 أكتوبر 1991 في Merthyr Tydfil ‏ في المملكة المتحدة.